# Japanische Atomaufsichtsbehörde
Die Japanische Atomaufsichtsbehörde (japanisch 原子力安全・保安院 Genshiryoku anzen-hoan-in, „Institution für Sicherheit der Kernenergie“, englisch Nuclear and Industrial Safety Agency, NISA) war eine japanische Behörde, deren Aufgabe die Gewährleistung der Sicherheit der japanischen Bevölkerung durch Regulierung der Energieindustrie und verwandter Industriezweige war. Sie unterstand dem japanischen Wirtschafts-, Handels- und Industrieministerium METI.
Die ihr direkt übergeordnete Behörde war die Shigen-Energie-chō (資源エネルギー庁, „Behörde für Rohstoffe und Energie“, englisch Agency for Natural Resources and Energy).
Die NISA wurde 2001 während der Reform der Zentralregierung gegründet.
Ihre Hauptstelle war in Kasumigaseki, Chiyoda, Tokio und hatte auch Regionalbüros. Die Hauptstelle arbeitete zudem mit dem „Ausschuss für Kernenergie“ (Genshiryoku-iinkai, englisch Japan Atomic Energy Commission) zusammen.
Die NISA wurde von der wissenschaftlichen Nuklearsicherheitskommission der japanischen Regierung (NSC) beraten und überwacht, deren Sitz sich ebenfalls im Ministerienviertel in Kasumigaseki befindet, und von der Japanischen Nuklearenergiesicherheits-Organisation (JNES) unterstützt.
Seit dem Beginn der Nuklearkatastrophe von Fukushima im März wurde sie immer wieder kritisiert, da sie dem Wirtschaftsministerium unterstand, dessen Aufgabe auch die Förderung der Kernenergie war, was einen Interessenkonflikt nahelegte. Deswegen wurde sie und die NSC zum 19. September 2012 aufgelöst und durch die Genshiryoku Kisei Iinkai ersetzt.
Zwei Monate zuvor, also im Juli, hatte eine Kommission der japanischen Regierung einen 450-seitigen Abschlussbericht zu Fukushima vorgelegt. Die NISA wird in dem Bericht als zahnlose Behörde beschrieben, die ihre Rolle als Aufsichtsorgan nicht erfüllt habe.